# Puchar Austrii w koszykówce mężczyzn
Puchar Austrii w koszykówce mężczyzn (niem. Österreichische Basketball-Cup) – cykliczne krajowe rozgrywki sportowe, prowadzone systemem pucharowym, organizowane corocznie (co sezon) przez Austriacką Federację Koszykówki dla austriackich męskich klubów koszykarskich. Drugie – po mistrzostwach Austrii – rozgrywki w hierarchii ważności, w austriackiej koszykówce. Po raz pierwszy zmagania o puchar odbyły się w 1994. 
Format Final Four wprowadzono w 1995 roku, natomiast od 1997 jest przyznawana nagroda MVP tej fazy, dla najlepszego zawodnika. Najwięcej naród MVP (4) zdobył De'Teri Mayes.

## Finały
|  | Finał był rozgrywany w dwóch spotkaniach |

| Sezon   | Lokalizacja               | Zwycięzca                 | Wynik        | Finalista            | Final Four MVP   |
| ------- | ------------------------- | ------------------------- | ------------ | -------------------- | ---------------- |
| 1994    | Sankt Pölten Traiskirchen | UKJ St. Pölten            | 104–89 90–93 | UB Möllersdorf       | nie przyznawano  |
| 1994–95 | Oberwart                  | Oberwart                  | 71–69        | UB Möllersdorf       | nie przyznawano  |
| 1995–96 | Sankt Pölten              | UKJ St. Pölten            | 62–45        | UB Möllersdorf       | nie przyznawano  |
| 1996–97 | Sankt Pölten              | UB Möllersdorf            | 56–47        | UKJ St. Pölten       | Renaldo O’Neal   |
| 1997–98 | Wiener Neustadt           | UKJ St. Pölten            | 68–50        | Wörthersee Piraten   | Kerry McIntyre   |
| 1998–99 | Wiener Neustadt           | Oberwart                  | 82–68        | Fürstenfeld          | Kenya Capers     |
| 1999–00 | Wiener Neustadt           | UBM Traiskirchen          | 87–66        | Kapfenberg           | Ron Riley        |
| 2000–01 | Wiener Neustadt           | UBM Traiskirchen          | 72–66        | Kapfenberg Bulls     | Mike Coffin      |
| 2001–02 | Gmunden                   | Mattersburg 49ers         | 78–55        | Wörthersee Piraten   | Joey Vickery     |
| 2002–03 | Klosterneuburg            | Swans Gmunden             | 98–91        | Traiskirchen Lions   | Matthias Mayer   |
| 2003–04 | Oberwart                  | Swans Gmunden             | 82–76        | Oberwart Gunners     | De'Teri Mayes    |
| 2004–05 | Wels                      | Oberwart Gunners          | 81–70        | Kapfenberg Bulls     | Jason Detrick    |
| 2005–06 | Gmunden                   | WBC Wels                  | 84–61        | Traiskirchen Lions   | Curtis Bobb      |
| 2006–07 | Oberwart                  | Kapfenberg Bulls          | 83–69        | Panthers Fürstenfeld | Shawn Ray        |
| 2007–08 | Fürstenfeld               | Swans Gmunden             | 76–75        | Panthers Fürstenfeld | De'Teri Mayes    |
| 2008–09 | Wels                      | Panthers Fürstenfeld      | 80–79        | WBC Wels             | Shawn Ray        |
| 2009–10 | Oberwart                  | Swans Gmunden             | 77–68        | Kapfenberg Bulls     | De'Teri Mayes    |
| 2010–11 | Graz                      | Swans Gmunden             | 69–64        | Panthers Fürstenfeld | De'Teri Mayes    |
| 2011–12 | Güssing                   | Swans Gmunden             | 74–58        | Graz                 | Sharaud Curry    |
| 2012–13 | Oberwart                  | Xion Dukes Klosterneuburg | 72–59        | Wiedeń               | Damir Zeleznik   |
| 2013–14 | Gmunden                   | Bulls Kapfenberg          | 74–70        | Swans Gmunden        | Mark Sanchez     |
| 2014–15 | Schwechat                 | Oberwart Gunners          | 90–61        | WBC Wels             | Thomas Klepeisz  |
| 2015–16 | Schwechat                 | Oberwart Gunners          | 75–62        | Wiedeń               | Adomas Drungilas |
| 2016–17 | Schwechat                 | Kapfenberg Bulls          | 77–60        | Oberwart Gunners     | Bogić Vujošević  |
| 2017–18 | Schwechat                 | Bulls Kapfenberg          | 82–79        | Swans Gmunden        | Bogić Vujošević  |
| 2018–19 | Schwechat                 | Bulls Kapfenberg          | 80–70        | Swans Gmunden        | Xavier Ford      |
| 2019–20 | Schwechat                 | Bulls Kapfenberg          | 83–68        | Klosterneuburg Dukes | Bogić Vujošević  |
| 2020–21 | Klosterneuburg            | Oberwart Gunners          | 84–74        | Swans Gmunden        | Quincy Diggs     |
| 2021–22 | Eisenstadt                | BC Wiedeń                 | 92–70        | Oberwart Gunners     | / Adin Vrabac    |
| 2022-23 | Oberwart                  | Swans Gmunden             | 73–67        | UBSC Graz            | Toni Blazan      |

## Tytuły według klubu
| Klub                 | Zwycięzcy | Finaliści | Zwycięskie sezony                        |
| -------------------- | --------- | --------- | ---------------------------------------- |
| Swans Gmunden        | 7         | 3         | 2003, 2004, 2008, 2010, 2011, 2012, 2023 |
| Bulls Kapfenberg     | 6         | 5         | 2007, 2017, 2014, 2018, 2019, 2020       |
| Oberwart Gunners     | 6         | 3         | 1995, 1999, 2005, 2015, 2016, 2021       |
| Traiskirchen Lions   | 3         | 5         | 1997, 2000, 2001                         |
| SKN Sankt Pölten     | 3         | 1         | 1994, 1996, 1998                         |
| Flyers Wels          | 1         | 2         | 2006                                     |
| Panthers Fürstenfeld | 1         | 1         | 2009                                     |
| Mattersburg 49ers    | 1         | –         | 2002                                     |
| Dukes Klosterneuburg | 1         | –         | 2013                                     |
| BC Wiedeń            | 1         | 2         | 2022                                     |
| Wörthersee Piraten   | –         | 2         | –                                        |
| Graz                 | –         | 2         | –                                        |